# Antalya-Kestel-Karstkomplex

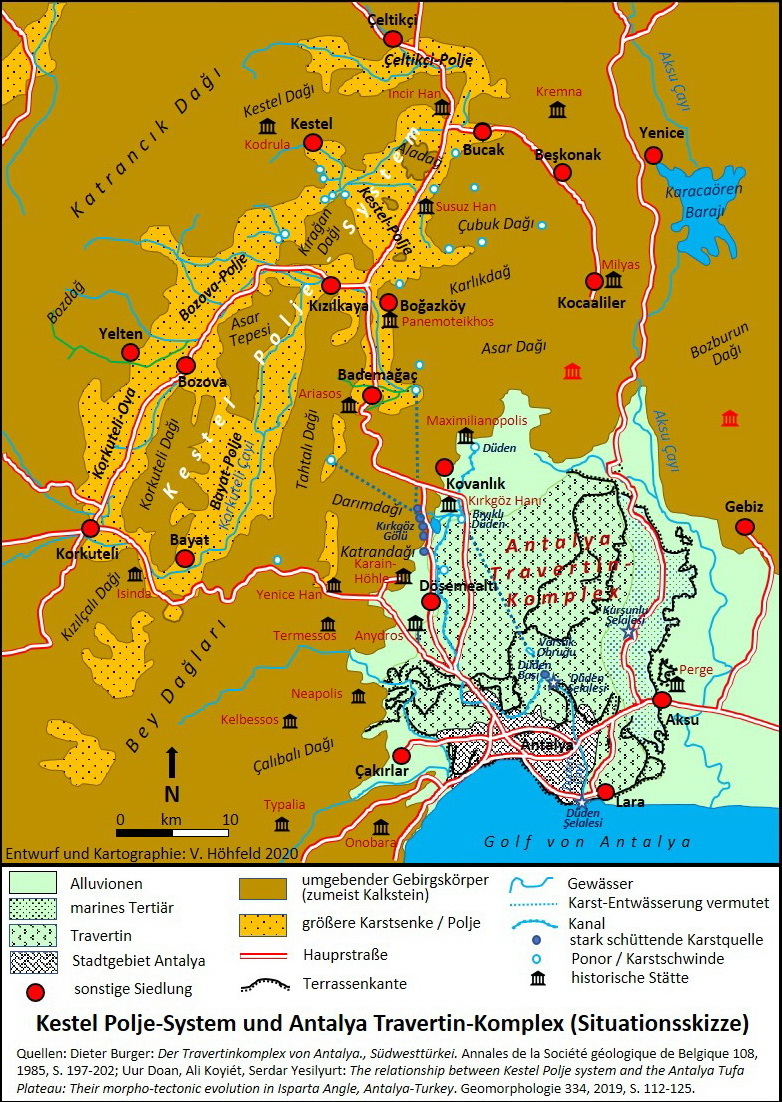
Die Karte zeigt die enge Verknüpfung des Kestel Polje-Systems im West-Taurus mit dem Komplex der Travertin-Terrassen in der Antalya-Ebene

Der Antalya-Kestel-Karstkomplex ist ein vielschichtiges Landschaftsgefüge in der Südwest-Türkei im Küsten- und Gebirgshinterland des Golfs von Antalya. Die zahlreichen Relikte prähistorischer und historischer Stätten, wie die von Karain, Termessos, Perge, Kremna, İncir Han oder Kırkgöz Han, weisen die Region zudem als alt-besiedelten Raum aus.

## Lagesituation
Der Karstkomplex von Antalya und Kestel (Bucak und Städtchen im İlçe Bucak der Provinz Burdur) erstreckt sich mit zwei auffällig unterschiedlichen Landschaftsmerkmalen provinzübergreifend (Provinzen Antalya, Burdur) über weitläufige Partien in der Küstenebene von Antalya und des westlichen Taurus: Mit dem Kestel Polje-System und dem Antalya Travertin-Komplex. Was beide Teile verbindet, ist ihre enge karsthydrologische Verknüpfung. Das Gebiet liegt teils innerhalb der Gebirge der westlichen Kurve von Isparta, teils in der breiten Küstenebene von Antalya. Es wird im Westen und Nordwesten begrenzt vom Katrancık Dağı und den nordwestlichen Beckenlandschaften der Seenregion der Isaurisch-Pisidischen Seenplatte, im Norden von der Çanaklı-Ova bei Sagalassos (Ağlasun), im Osten vom Aksu Çayı-Tal und im Süden bzw. Südwesten vom Mittelmeer und den Bey Dağları.

## Kurze Entwicklungsgeschichte
Die Evolutionsgeschichte des Gebiets beginnt im Tertiär mit einem weitgehend West-Ost verlaufenden miozänen Entwässerungssystem im östlichen West-Taurus. Seine Hauptgewässer hatten während der Messinischen Salinitätskrise (Austrocknung des Mittelmeers/Thetis) mit Ablagerung mächtiger Evaporite (Verdunstungsgesteine) im Übergang vom Miozän zum Pliozän über 200 m tiefe Täler in das damals bestehendes Relief der "Ur-Taurus"-Region eingeschnitten. Seit Beginn des Quartärs erfuhr der Raum erhebliche tektonische Spannungen im Zusammenhang mit der Bildung der Kurve von Isparta. Untersuchungen von Nuri Güldalı haben gezeigt, dass bei der Entstehung des Poljesystems tektonische Bewegungen und fluviatile Abtragungs- und Ausräumungsprozesse die wichtigsten Rollen gespielt haben. Das heutige Gebiet des Poljesystems von Kestel büßte dadurch vermutlich bereits gegen Ende des Pliozäns seinen damals noch oberirdischen Abfluss ein – durch Abriegelung von Talbereichen infolge unterschiedlicher Vertikaltektonik der Talböden und ihrer Umrahmung. Es bildeten sich Horst- und Grabenstrukturen weitgehend in Nord-Süd-Erstreckung. Während der Pluvialzeiten des Pleistozäns allerdings bewirkte diese Abriegelung in abflusslose Senken (des späteren Poljesystems) eine starke Wiederaufschüttung der durch das ältere Fluss-System weitgehend ausgeräumten Becken mit alluvialen Sedimenten und zugleich – wegen der Plombierung durch die mächtigen lehmig-sandigen Alluvionen – eine Überflutung der Poljeböden, so dass die Becken innerhalb der Kalksteinformationen nur randlich durch Korrosion erweitert wurden.
Damals gegen Ende des Pliozäns und hauptsächlich während des Pleistozäns begann die Verkarstung zum Poljesystem von Kestel und führte zum Verlust der oberirdischen Entwässerung und zur Entwicklung eines unterirdischen Karstwassersystems. Wie in zahlreichen anderen Karstbecken des West-Taurus wurde nur noch über große Ponore unterirdisch entwässert. Die an Bikarbonat reichen unterirdischen Gewässer traten als starke Karstquellen etwa in Höhe des Meeresniveaus aus, wie z. B. an den Kırkgöz-Quellen im Nordwesten von Antalya. So entstanden während des Pleistozäns durch die Ausfällung des CaCO3 aus den Lösungswässern der Karstquellen vom Westrand der Ebene von Antalya ausgehend die dortigen breiten und mächtigen Travertinterrassen.

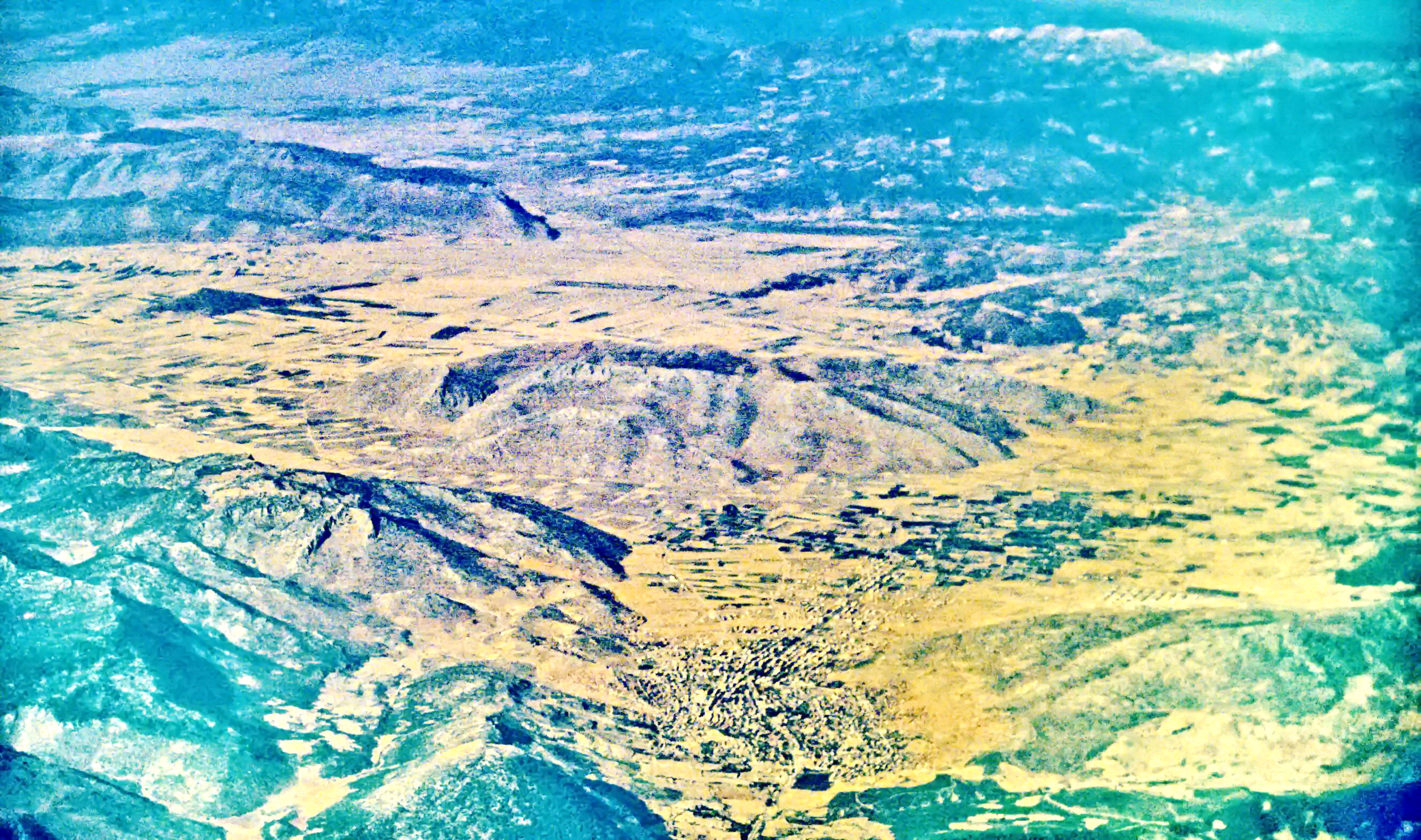
Diese Aufnahme auf dem Flug von Antalya über den West-Taurus zeigt die bereits abgeernteten Getreidefelder im September im Polje von Kestel, im Vordergrund liegt die Kreisstadt Bucak, im Mittelgrund erkennt man den Hum des Aladağı und die Ausläufer des Karağan Dağı und im Hintergrund den Anstieg zum Katrancık Dağı.

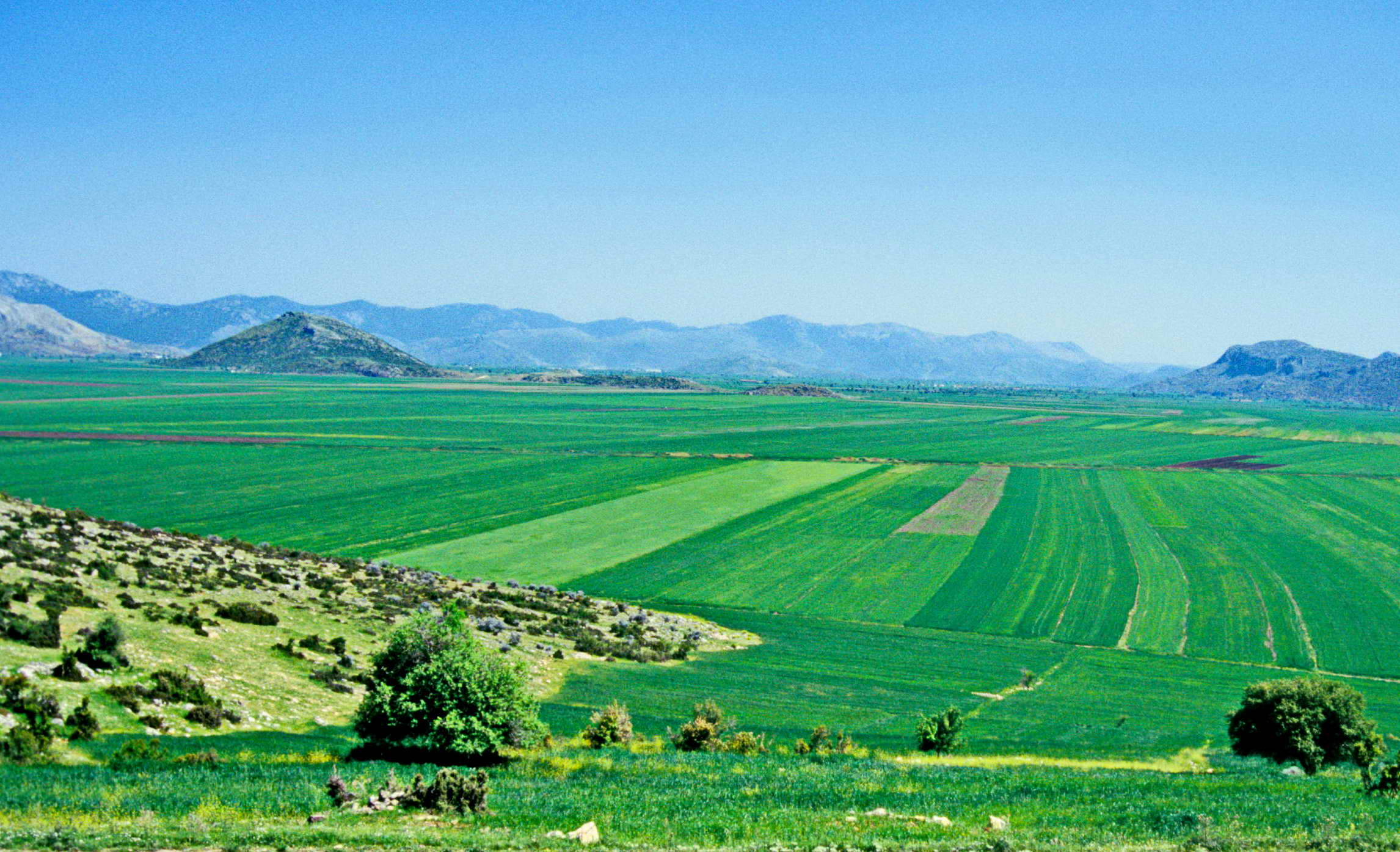
Im späten Frühjahr bilden die frischen Getreidefelder auf den Flächen des Kestel-Poljes eine grüne Oase gegenüber den eher vegetationsarmen randlichen Bergländern.

## Das Polje-System von Kestel
Das Poljesystem von Kestel ist kein einheitliches Becken, sondern besteht aus einer Folge von mehreren intramontanen ebenen Senken. So setzt sich das Poljesystem aus sechs Teilsenken zusammen, die untereinander durch Verengungen oder Pässe verbunden sind, die Poljen von Çeltikçi, Kestel, Zivint/Bozova, Bayat, Bademağaçı und Kızılkaya.
- Das Çeltikçi-Polje bildet den nördlichen Teil des Kestel-Polje-Systems – angelegt allerdings noch in West-Ost-Richtung dem alten Entwässerungssystem folgend – und ist hydrologisch mit dem kurzlebigen Kestel-See im Kestel-Polje durch das Tal des Çeltikçi Çayı verbunden.
- Das südlich anschließende Kestel-Polje ist bereits in Nord-Süd-Richtung ausgerichtet. Der zentrale Ort dort ist nicht Kestel, sondern die Kreisstadt Bucak. Das Polje liegt innerhalb des Polje-Systems relativ niedrig und enthält den episodischen Kestelsee (Kestel Gölü, 777 m ü. M.), der aufgrund der tiefen auf Ponore ausgerichteten künstlichen Drainagekanäle weitgehend verschwunden ist.
- Das Bademağacı Polje weiter südöstlich ist durch eine enge Schlucht vom Kestel-Polje getrennt und hat bei 700 m Höhe die niedrigste Position innerhalb des Kestel-Polje-Systems. Es liegt, umgeben im Osten vom Karlıkdağı (1710 m), im Südosten vom Mercimek Dağı (1156 m), im Süden vom Darımdağı (1552 m) und im Westen vom Tahtalı Dağı (1592 m), in einer langgestreckten Senke.
- Das Bayat-Polje im Süden (ca. 805 m Höhe) ist mit den Poljen von Kestel und Bozova verbunden, getrennt allerdings durch den Korkuteli Dağı (1262 m ü. M.) von der Korkuteli-Ova sowie vom Bademağacı-Polje durch den Tahtalı Dağı. Seine Gewässer erreichen die Ponore im Bademağacı-Polje über das Kızılkaya-Polje und verschwinden dort in Bachschwinden.
- Das 11,5 km lange und 4,5 km breite Polje von Bozova (Zivint) mit dem trocken gefallenen Anbahan-See im Norden befindet sich innerhalb der Korkuteli-Ova. Es ist durch Asar Tepesi und Tahtalı Dağı vom Bademağacı-Polje getrennt. Es ist im nördlichen Teil am Asartepe über eine enge Schlucht mit dem Kestel-Polje verbunden.
- Das Kızılkaya-Polje stellt die Verbindungen der Poljen von Bozova, Kestel und Bayat zu den Ponoren im Bademağacı Polje her.

Darüber hinaus bildeten sich die Poljen Akkoç und Söğütçük innerhalb kleiner Gräben in den Bergen östlich zwischen dem Kestel-Polje-System und dem Antalya-Travertin-Komplex.
Das Gewässer-Einzugsgebiet des Poljesystems ist mit rund 2300 km² die größte zusammenhängende Karstformation der Türkei. Umrahmt von Gebirgsketten, wie dem Katrancık Dağı (2328 m) im Westen und dem Yanartaş Dağı (1513 m) sowie dem Çubuk Dağı (1625 m) im Osten, breitet es sich mit einer Breite von 27 km und einer Nordnordost-Südsüdwest-Erstreckung von 63 km über eine Fläche von etwa 520 km² aus.

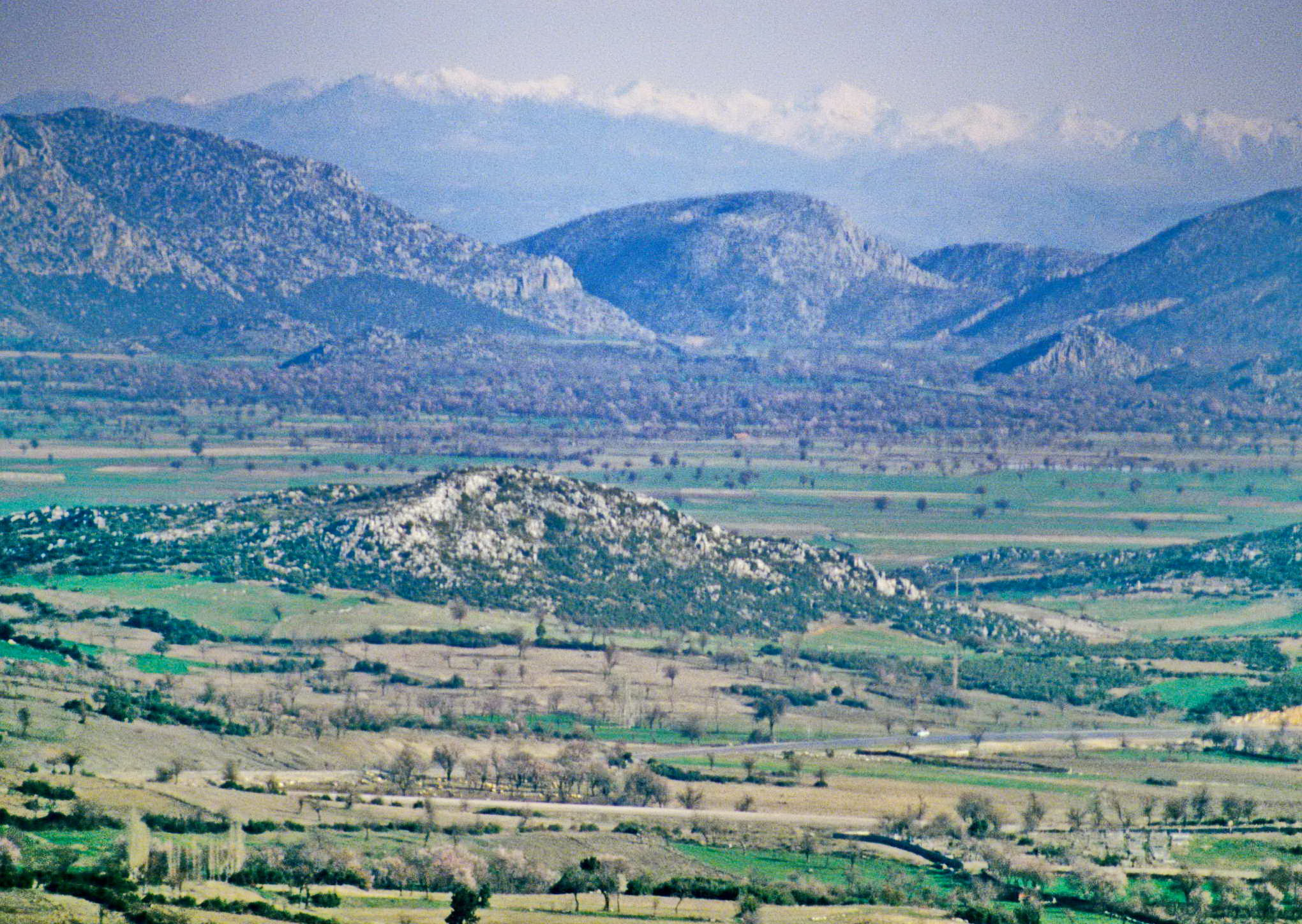
Blick vom Kırağan Dağı südwestwärts über das mit Hums durchsetzte Polje von Kızılkaya auf den Eingang ins Bademağaç-Polje und die dahinter aufragenden Bey Dağları.

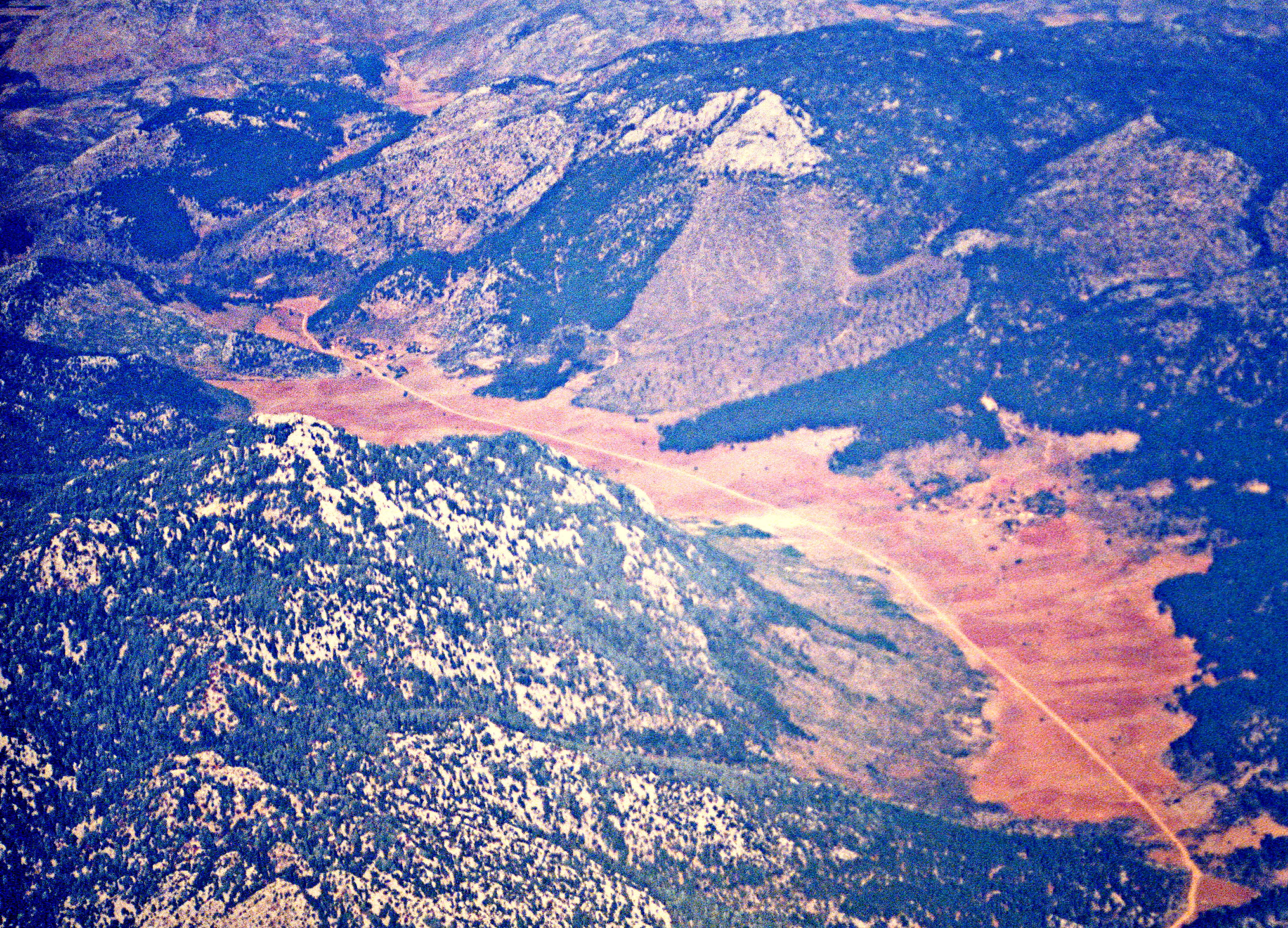
Kleinere und ausgedehntere Karstwannen (Poljen) innerhalb der Kalk-Gebirgsländer des westlichen Taurus, wie hier die Kuyubaşı-Ova südöstlich von Bucak, sind für das Umfeld des Kestel Polje-Systems überaus typisch.

## Geologie und Tektonik
Das Polje-System nimmt aufgrund seiner karstmorphologischen Vielseitigkeit eine besondere Stellung innerhalb der Poljebecken des West-Taurus ein. Am Aufbau dieser West-Taurus-Region sind hauptsächlich drei Gesteinsformationen beteiligt: Carbonatgesteine des Mesozoikums (zumeist Calciumcarbonat, CaCO3) sowie basische Intrusiva und Mergel- wie Sandstein-Deckschichten des Jungtertiärs. Obwohl alle insgesamt gesehen in etwa gleich große Areale einnehmen, ist der West-Taurus aufgrund großer Verteilungs-Unregelmäßigkeiten der Gesteine durch eine Vielzahl von intramontanen Karstbecken gekennzeichnet, vor allem durch Poljen.
Entlang des ganzen Westrandes des Kestel-Poljesystems liegen infolge einer tektonischen Decken-Überschiebung (Ostfront der Überschiebungsdecke des Lykischen Taurus) die mesozoischen Kalkmassive des Katrancık Dağı und des Domuz Dağı auf deutlich jüngeren Tertiärformationen, wobei mehrere Verwerfungen die Ränder der ebenen Poljeböden von Zivint, Kestel und Çeltikçi markieren. Parallel zu dieser Störungslinie im Westen des Polje-Systems verläuft eine zweite Bruchzone am Ostrand der langgestreckten Bozova-Ebene und des Kestel-Poljes, an den westlichen und südlichen Rändern des Bademağacı-Poljes sowie an der Südgrenze des Çeltikçi-Poljes. Auch das Bergmassiv des Kırağan Dağı (1380 m) ebenso wie der Aladağ (1168 m) im nördlichen Teil des Kestel-Poljes, die sich inselartig mit steilen Hängen mitten aus den Polje-Ebenen erheben, sind nichts anderes als tektonisch bedingte Horste. Derartige Störungen signalisieren die tektonische Morphologie der Poljen von Çeltikçi, Kestel, Bademağacı, Bayat und Bozova insgesamt als quartärzeitliche Gräben und das Poljesystem von Kestel zum größten Teil als ein tektonisches Grabensystem.
Die östlichen und südöstlichen Begrenzungen des Poljesystems bestehen aus vor Ort entstandenen Massenkalken des Mesozoikums und gut geschichteten, äußerst verkarstungsfähigen Kalken der Kreide. Dort sind die Poljenränder überall steil und gliedern sich in zahlreiche Ausbuchtungen, halbinselartige Bergsporne und vorgelagerte Karstinselberge (Hum), was darauf hinweist, dass sich die Poljen durch Verkarstung der Kalkhänge um Beträge zwischen 150 m und 1 km randlich erweitert haben. Dabei wurden entlang der Hänge des Polje-Systems erosionsanfällige miozäne Molasse-Ablagerungen in Form von Sand-, Mergel- und Schotterschichten sowie verkarstungsfähige Gesteine freigelegt. An manchen Stellen in den Poljebecken erreicht die Bedeckung der dabei entstandenen alluvialen Sedimente einige 100 m Mächtigkeit (281 m z. B. in den zentralen Teilen der Kestel-Poljes). An anderen Stellen wiederum, längs des buchtenreichen Südrandes des Kestel-Poljes und im Ponorenbereich südlich der Ortschaft Kestel z. B., ist diese alluviale Auflage mit nur einigen Metern sehr dünn. Darunter stehen stark verkarstete Kalkschichten an. Dort liegen die meisten Ponore unterschiedlicher Größe direkt am Fuß der Kalkhänge oder wenige Meter davor. Sie ermöglichen die Entwässerung des oberirdisch abflusslosen Poljesystems. Die wichtigsten Ponore mit der größten Wasseraufnahme-Kapazität, die die südlichen Teilebenen des Poljesystems entwässern, liegen in der Bucht nördlich des Dorfes Boğazköy. Die nördlichen Teilebenen werden durch die Ponore am Nordfuß des Kırağan Dağı südlich des Dorfes Kestel entwässert.
Eine rezente Ausweitung des Poljesystems durch randliche Korrosion erfolgt offenbar nur dort, wo die Kalkränder mindestens 4–5 Monate im Jahr mit Wasser (z. B. des periodischen Karstsees von Kestel) in Berührung stehen, und im Umfeld aktiver Ponore. Ältere nachweisliche korrosive Erweiterungen des Polje-Systems erfolgten demnach wohl hauptsächlich während der niederschlagsreichen Pluvialzeiten im Pleistozän oder anderer vorangegangener Feuchtzeiten mit erheblichem Wasseraufkommen.

## Entwässerung
Das Kestel-Polje-System wird von periodischen Bächen aus den umgebenden Bergen gespeist. Dabei ist der Korkuteli Çayı mit seiner Quelle südwestlich des Bozdağ das größte Gewässer innerhalb des Systems. Nach bisherigen Erkenntnissen fließt sein Wasser über Ponore an aktiven Störungen in den verschiedenen Poljen Bozova, Kestel und Bademağacı in ein unterirdisches Entwässerungssystem, das in Richtung der Kırkgöz-Quellen am westlichen Rand des Antalya-Travertin-Komplexes strömt.
Aufgrund von Sediment-Untersuchungen, tektonischen und geomorphologischen Daten ist man heute sicher, dass es im Bereich des Kestel-Polje-Systems ein älteres Entwässerungssystem mit einem Netz aus von West nach Ost verlaufenden Ur-Tälern (sogenannte "Vallées", aus dem Französischen) gab, die vermutlich in die Senke des heutigen Aksu Çayı entwässerten, deren Entwicklung aber durch von Nord nach Süd verlaufende tektonische Störungen mit Graben- und Horstbildungen während des Quartärs unterbrochen wurde. Daraufhin entwickelte sich während des Quartärs das Kestel-Polje-System innerhalb der entstandenen Grabensysteme mit einem unterirdischen Entwässerungssystem in den Jura-Kreide-Kalksteinformationen an den Osthängen – aber ebenfalls wieder in West-Ost-Richtung, hin zur Aksu-Senke.
Die Relikte eines solchen älteren Gewässersystems in "Ur-Tälern" lassen sich über zahlreiche „hängende Täler“ (höher gelegene Täler) im Karlıkdağı, Tahtalı Dağı und Darımdağı nachweisen, die im Allgemeinen in West-Ost-Richtung verlaufen. Diese Ur-Täler von z. B. Beşkonak, Kuyubaşı, Döşeme, Çubukboğazı (Dağbeli) und Korkuteli wurden hauptsächlich in verkarsteten Erosionsflächen des Miozäns (Tertiär) angelegt. Solche Ur-Talböden liegen heute z. B. in 950 m Höhe etwa 125 m oberhalb des rezenten Çeltikçi-Poljes (825 m) oder 180 m über dem Grund des heutigen Kestel-Poljes (785 m). Darin spiegelt sich das Ausmaß der tektonischen Absenkung solcher Poljen im Quartär. Davon betroffen war wohl auch speziell das Döşeme-Urtal zwischen Bademağacı-Polje im Taurus und den rezenten Karstquellen von Kırkgöz am Westrand des Antalya Travertin-Komplexes.
Die Ost-West gerichteten tektonisch bedingten Spannungen im Quartär in den Tauriden, die auch die Kurve von Isparta verursachten, brachten für das ältere oberirdische Entwässerungssystem zunächst einmal einen deutlichen Rückschlag: Die neu entstehenden Grabenstrukturen führten zum Zusammenbruch der Oberläufe der alten Flusseinzugsgebiete und zur Umwandlung ihrer mittleren Abschnitte in „hängende Täler“. Dabei haben jedoch bereits bestehende Karstwasser-Röhrensysteme, die durch die Verwerfungen geschnitten wurden, das in den neuen Senken gesammelte Wasser über Ponore aufgefangen und damit zur Umwandlung der Gräben in das Kestel-Polje-System beigetragen.
Allerdings weisen zahlreiche Reste lockerer miozäner (tertiärer) Sand-, Mergel- und Schotter-Ablagerungen an den Rändern der rezenten Poljen darauf hin, dass die Ausrichtung auf das neue Karst-Entwässerungssystem erst nach und nach vollzogen wurde, weil ebendiese miozänen Sedimente die Poljebecken zunächst noch weitgehend plombierten. Ihre Ausräumung begann während des Pliozäns mit der tektonischen Hebung des Taurus und vollzog sich noch oberirdisch – ostwärts durch heute trocken liegende breite Talungen in den Gebirgsteilen zwischen dem Kestel-Polje-System und der östlich gelegenen Aksu-Çayı-Senke, wo man diese umgelagerten "jungen" Sedimente heute nachweisen konnte.

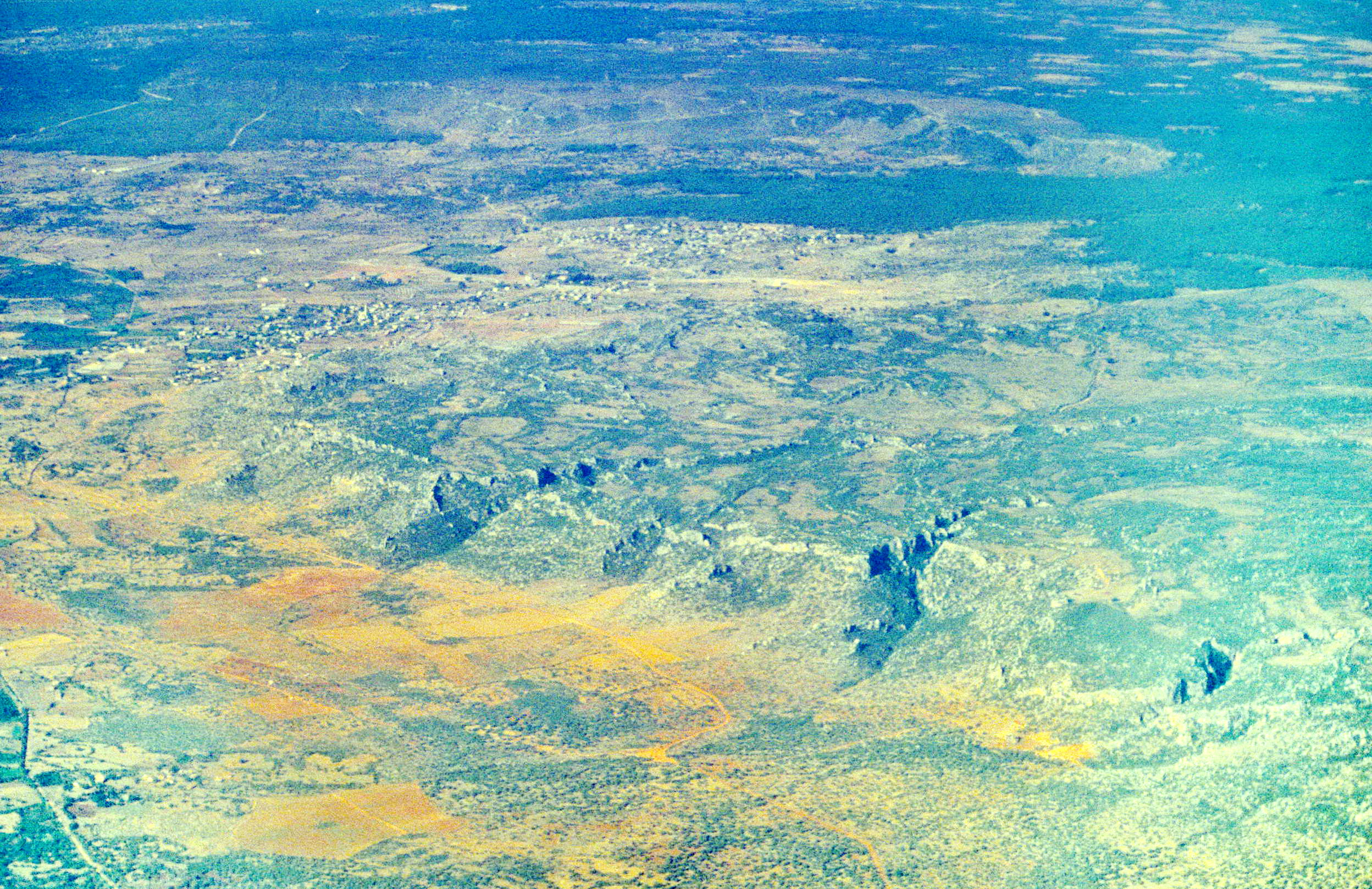
Markant erhebt sich die Travertin-Terrassenlandschaft von Antalya über die küstennahen Ebenen bei Aksu.

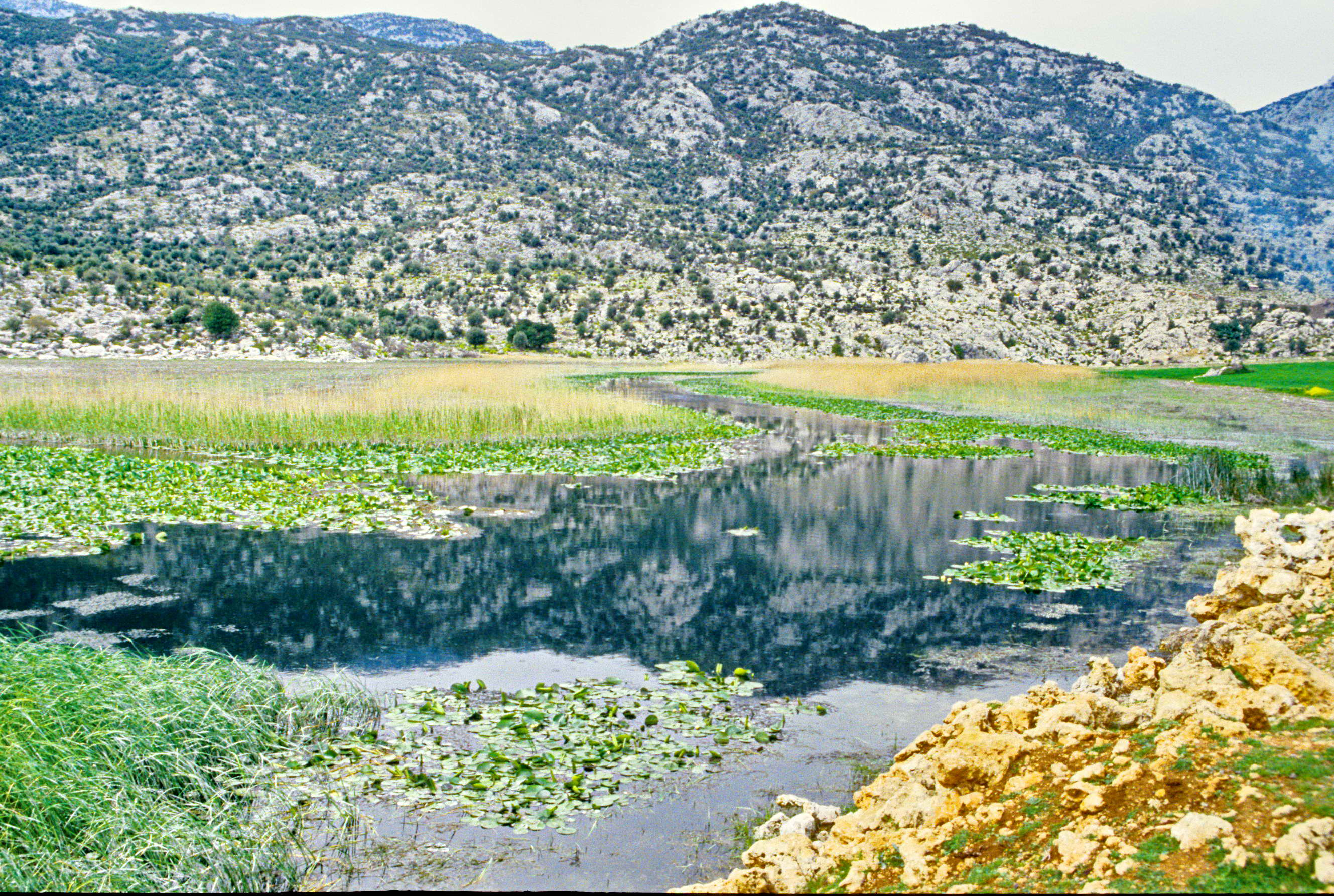
Der Karst-Quellsee von Kırkgöz am Fuße des Darımdaği nördlich von Antalya ist einer der großen Wasserlieferanten für die Großstadt Antalya.

## Der Travertin-Komplex von Antalya
Die Ponore im Kestel-Polje-System sind die wichtigsten Wasseraufbereiter und Wasserlieferanten für die Karstquellen im Wasserkreislauf des Karstwassersystems im Hinterland von Antalya. Wasser, das aus dem Polje-System von Kestel und den Grundwasserleitern der Bey Dağları Richtung Antalya fließt, tritt hauptsächlich in 300 m Höhe aus den Kırkgöz-Karstquellen (Kırkgöz Pınarı) an die Oberfläche. Diese Wasseraustritte bestehen aus sieben großen aktiven Karstquellen, die auf der Ostseite des Katrandağı oder des Darımdağı austreten. Die durchschnittliche Schüttung aus den Quellen wurde zwischen 1971 und 1986 mit 18,5 m³/s gemessen, einer Wassermenge, die für einen größeren Bach und für ausgedehnte Feuchtgebiete zwar ausreicht, aber das Abflussvolumen der Quellen war in Pluvialzeiten des Pleistozäns möglicherweise viel größer angesichts der riesigen Travertin-Ablagerungen im Travertin-Komplex von Antalya.

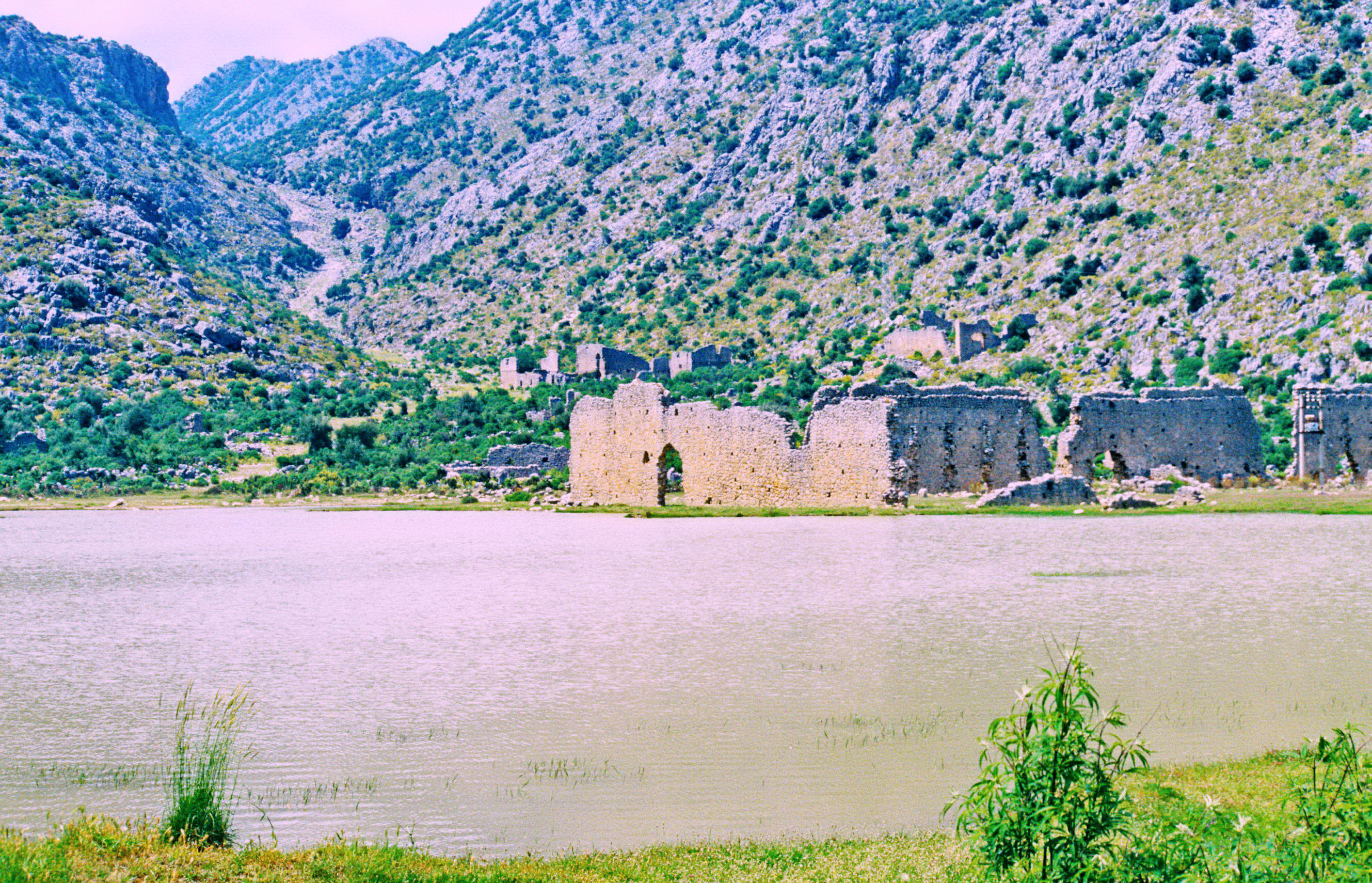
Im äußersten Norden der Küstenebene von Antalya bildet sich bei Kovanlık nach längeren Regenfällen ein episodischer Karstsee bei den Ruinen von Maximianupolis, einer ehemaligen antiken Etappenstation an der wichtigen Militärstraße Via Sebaste.

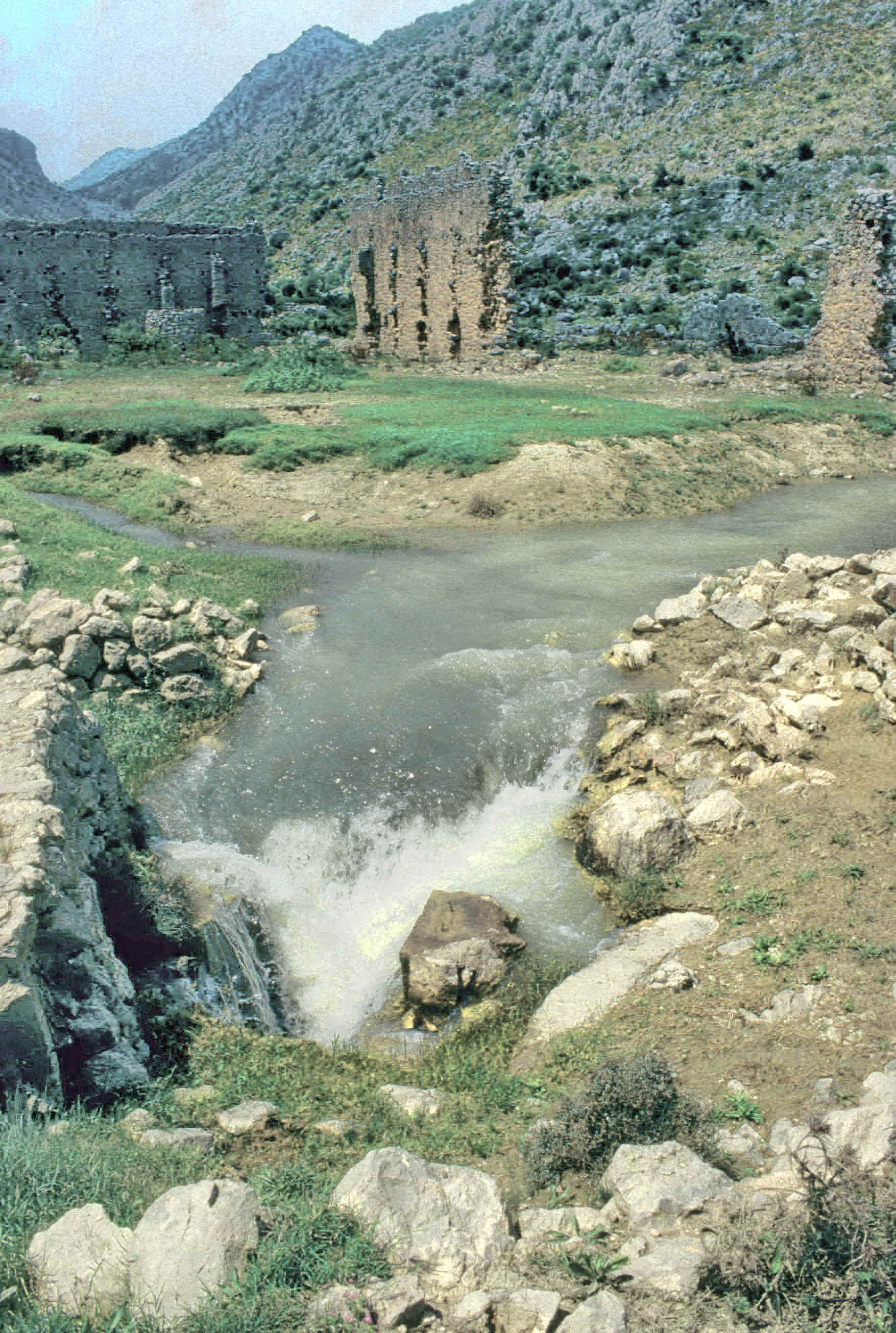
Der Große Ponor bei der antiken Etappensiedlung Maximianupolis „schluckt“ die bei starken Niederschlägen episodisch auftretenden seeartigen Überschwemmungsgewässer bei Kovanlık, die über den künstlichen Kanal nicht abgeleitet werden können.

Diese Karstquellen, die zugleich auch epiphreatische Höhlen (tunnelartige Gangsysteme entlang von Klüften und Schichtfugen im Schwankungsbereich des Karstwasserspiegels) sind, befinden sich an der Ostseite des Darımdağı an der Kırkgöz-Verwerfung. Weitere (bisweilen inaktive) Quellen sowie tiefe Dolinen und Ponore finden sich nördlich davon zwischen den Dörfern Kovanlık und Bostan u. a. am Platz einer historischen Stätte, an der man die Etappenstation "Maximianupolis" an der Via Sebaste vermutet. Die Quellen um Kovanlık sind über einen künstlichen Kanal mit dem Bıyıklı-Ponor unweit der Staatsstraße D 650 Antalya-Burdur verbunden. Darüber hinaus findet man dort unter zahlreichen fossilen epiphreatischen Quellhöhlen, wie die von Arifini, Harunini, Çevlikbaşı, Boynuzluin, Suluin, Macarini, Sırtlanini, Kılıçini, Mustanini und Çarkini, von denen die von Öküzini und Kızılin sowie die bekannte Höhle von Karain während und nach der Altsteinzeit bewohnt waren.

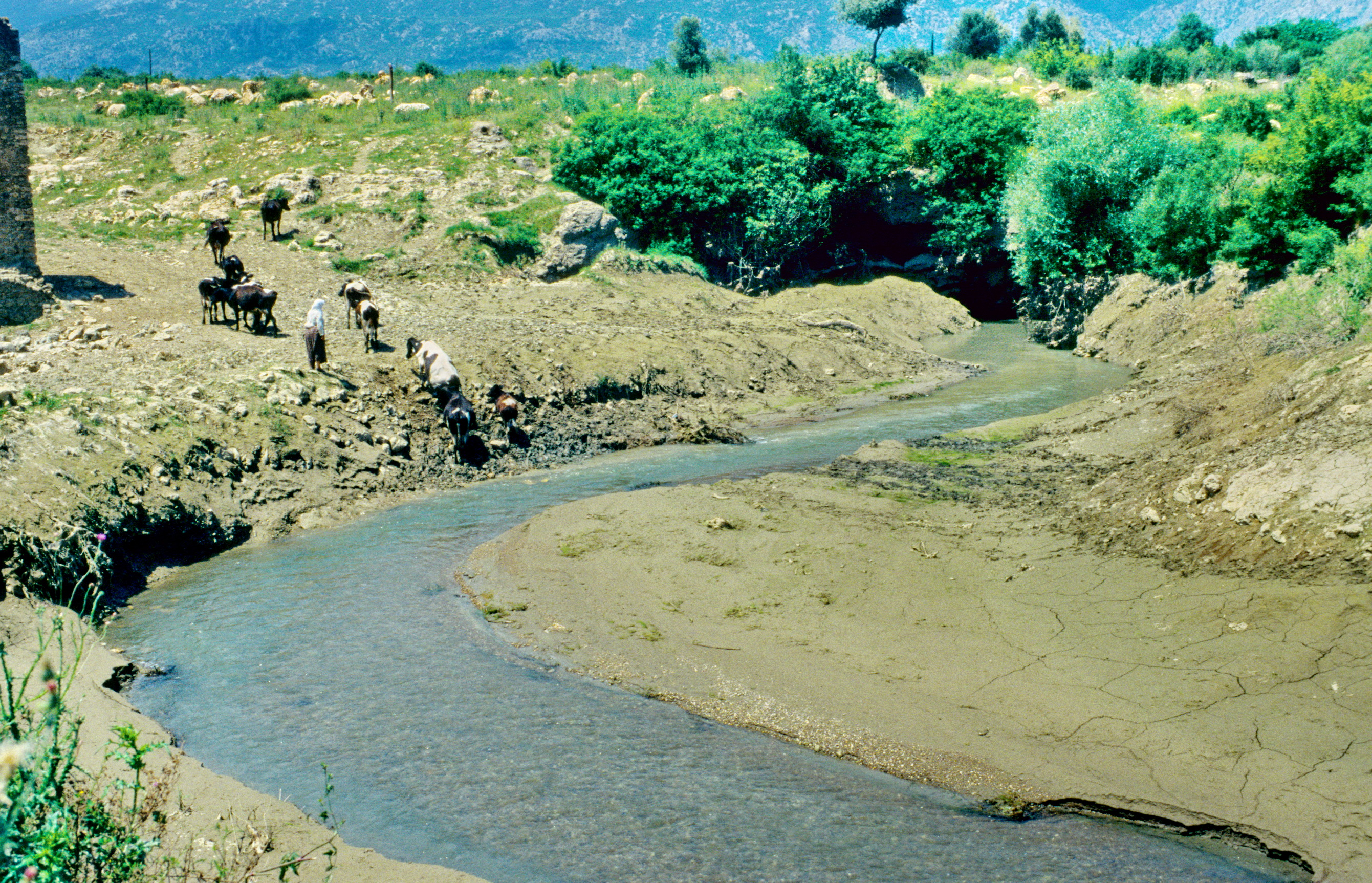
Im Ponor „Bıyıklı Düden“ verschwindet ein Teil des Wassers der Kırkgöz-Quellen für 10 km im Untergrund der obersten Travertin-Terrasse von Antalya, um 10 km südöstlich unterhalb des Quelltopfs Düden Başı die Wasserfälle des oberen Wasserfalls Düden Şelalesi mit Wasser zu versorgen.

Bis 1961 bildete sich vor den Kırkgöz-Quellen ein periodischer See (Kırkgöz Gölü) mit einer Fläche von wenigen Hektar und etwa 3 m Tiefe. Wasser, das sich auch rezent noch zu einem See ansammelt, fließt oberirdisch zum nahen Bıyıklı-Ponor und von dort aus normalerweise unterirdisch durch natürliche Passagen im Travertin zur weiter südlich gelegenen Düden-Karstquelle (Düdenbașı, Düden Şelale Kaynağı) im Stadtteil Kepez Düdenbaşı von Antalya. Nach technischen Eingriffen wurde 1961 ein Teil des Kırkgöz-Quellwassers über einen Kanal zum Wasserkraftwerk Kepez und dann über einen Anschlusskanal zum Fluss Düden (Düden Çayı) geleitet, um von dort über die oberen und unteren Düden-Wasserfälle (Düden Şelalesi) zum Mittelmeer zu entwässern.

## Bildungsprozesse

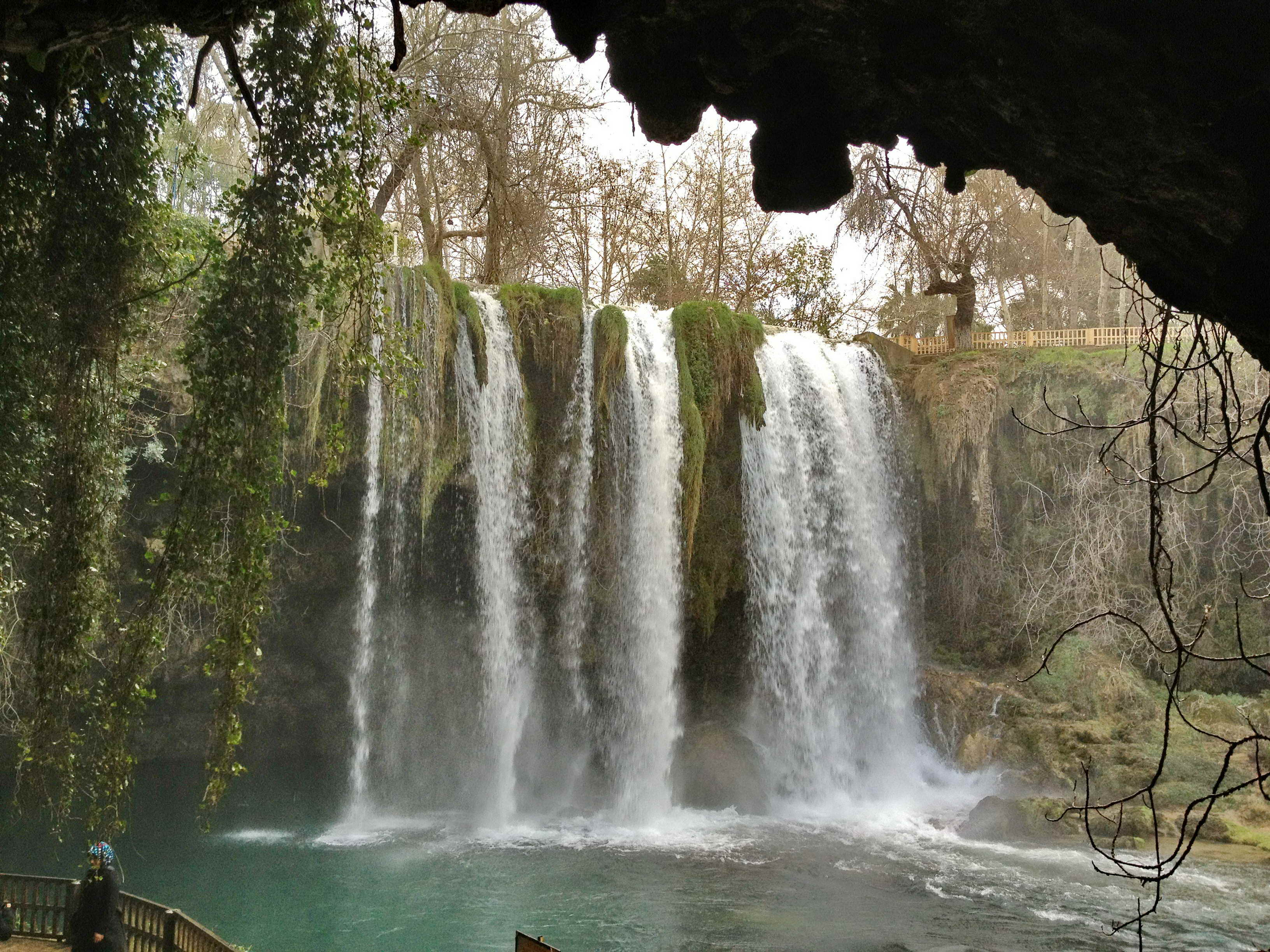
Nördlich vom Stadtzentrum Antalyas im Stadtteil Kepez bildet der Düden Çayı den eindrucksvollen Wasserfall des Yukarı Düden Şelalesi (Oberer Düden-Wasserfall). Das Gelände ist als touristische Attraktion auch bei der lokalen Bevölkerung als Ausflugsziel sehr populär.

Die an Bikarbonat reichen unterirdischen Gewässer traten spätestens nach Ende der (europäischen) Günz-Kaltzeit vor 600 000 Jahren als starke Karstquellen an zahlreichen Stellen am Gebirgsfuß aus. Dadurch entstanden während des Pleistozäns durch die Ausfällung des CaCO3 aus den Lösungswässern die breiten, mächtigen Travertinterrassen in der Ebene von Antalya. Die Terrassen werden im Osten begrenzt durch das Aksu-Tal, im Süden durch die Travertin-Steilküste am Golf von Antalya, wo sich auch das Stadtgebiet Antalyas ausbreitet, und sie dehnen sich von dort nach Norden und Westen bis zum Fuß des Katran Dağı (1552 m) aus, der äußersten Gebirgskette des Taurus. Mit einer Erstreckung von über 35 km Nord-Süd und im Mittel von 20 km West-Ost bedecken die Travertinterrassen von Antalya eine Fläche von über 650 km² und damit das größte Gebiet diese Art auf der Welt. Die sichtbare Mächtigkeit der Travertinablagerungen beträgt bei Düden Batığı (Düden Obruğu, versumpfte Doline bei Varsak) nördlich des Stadtzentrums über 130 m; darunter liegen ungefaltete Sand-, Ton- und Mergelschichten des Pliozäns.

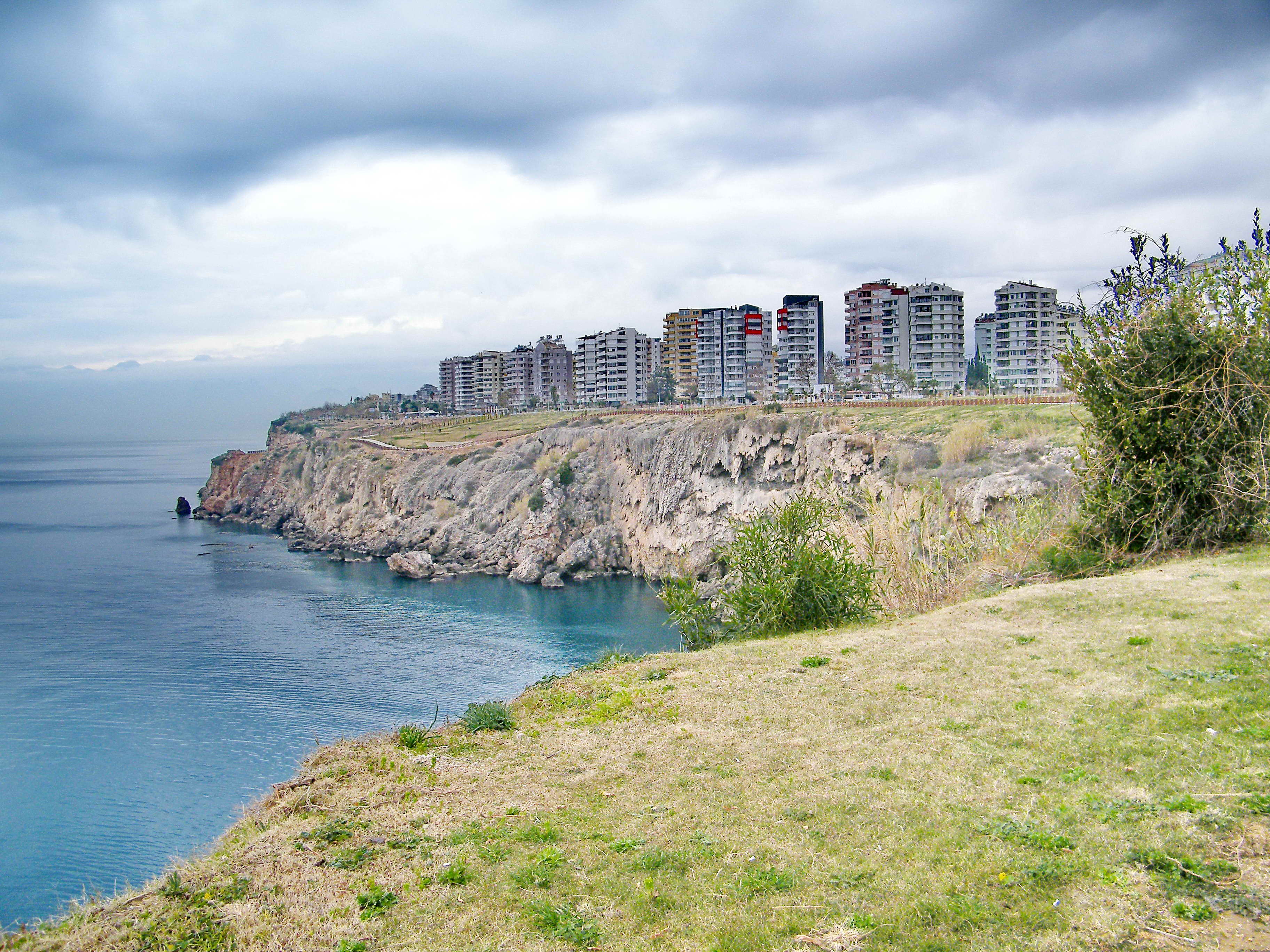
Wie fast überall an den Küstenpartien der Stadt Antalya stehen auch die Neubauviertel des Stadtteils Yeşilbahçe unmittelbar bis an die Kante der Travertin-Steilküste.

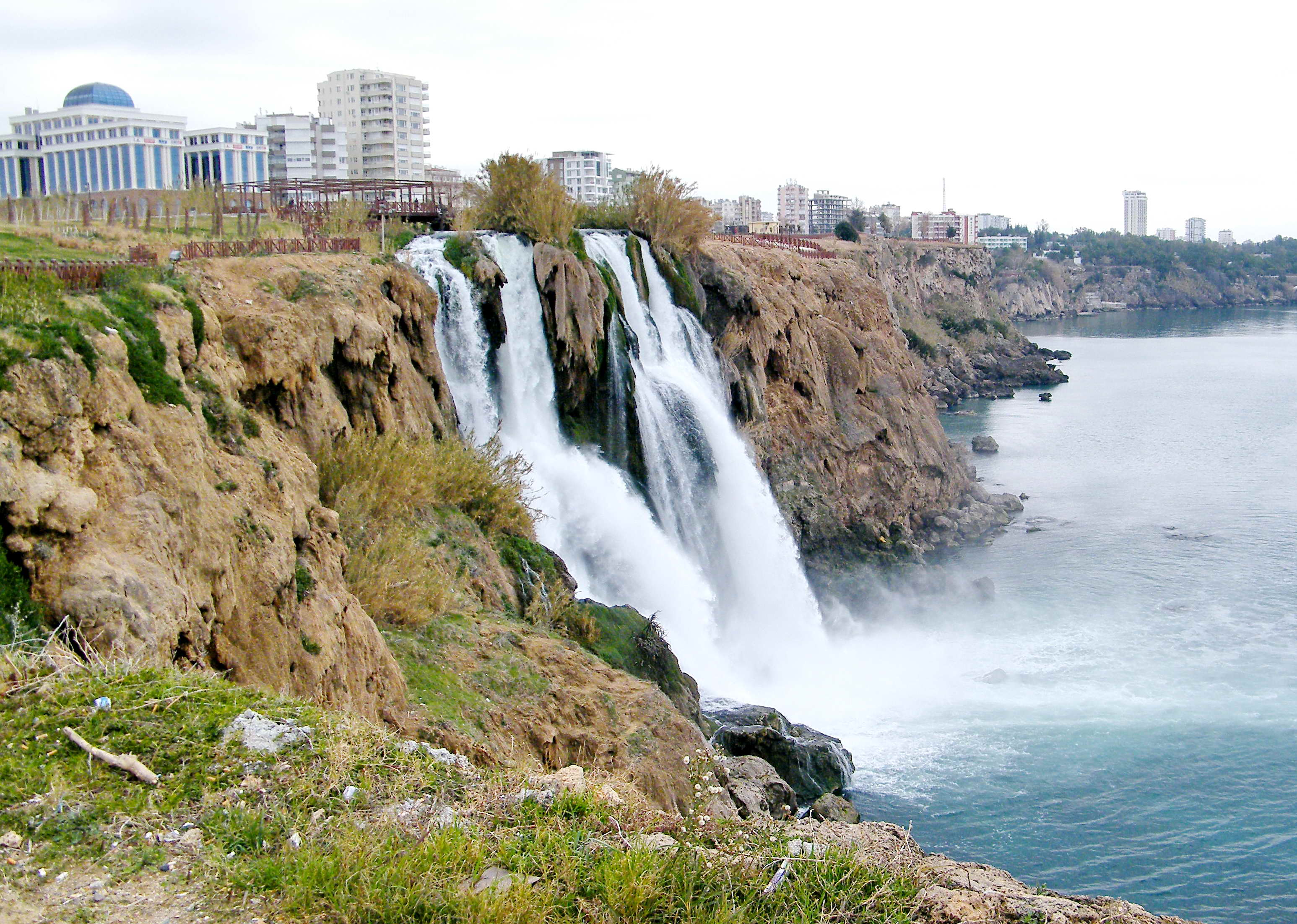
An der Lara Caddesi, der Küstenstraße vom Zentrum Antalyas zum Strandabschnitt Lara Plajı ergießt sich der Düden Çayı beim Stadtteil Muratpaşa-Çağlayan mit einem malerischen Wasserfall (Düden Kıyı Şelalesi) über die Küsten-Travertinstufe ins Mittelmeer.

Mit den Travertinterrassen von Antalya und ihrer Bildung haben sich Wissenschaftler seit dem 19. Jahrhundert beschäftigt. Über das Alter und die Bildungsweise der Travertine (auch Kalktuffe) herrscht bis heute keine Einigkeit. Nach Tietze und Penck sind die Ablagerungen der Kalktuffe jungquartär bis aktuell. Nach den neueren Untersuchungen von Darkot & Erinç und Planhol sollen sie im Pleistozän stattgefunden haben. In einer Hinsicht sind sich die meisten Autoren allerdings einig: Die Travertine wurden durch die Quellwasser der starken Karstquellen von Kırkgöz am Fuße der nördlichen Kalkumrahmung am Nordwestende der obersten Terrasse abgelagert. Im Wesentlichen haben sich drei Ansichten zur Bildungsweise des Terrassensystems mit seinen mächtigen Kalktuffablagerungen herauskristallisiert:
- Philippson[19] und Vaumas[20] knüpfen die Entstehung der Terrassen an Verwerfungen und Flexuren.
- Tietze[14] und Penck[15] sind der Meinung, dass sich die Travertine während verschiedener Hebungsperioden der Region phasenweise auf ansteigenden Abrasions-Ebenen abgelagert haben.
- Darkot & Erinç[16] und Erinç[21] dagegen erklären die Bildung durch Ablagerung der mächtigen Kalktuffe auf den jungpliozänen Sand- und Mergelschichten und sehen die Heraus-Präparierung der Terrassen durch normale subaerische Prozesse (an der Erdoberfläche) in einer sich phasenhaft hebenden Küstenzone.

Obwohl auch die Meinungen über die Anzahl der Terrassen differieren, lassen sich gut erkennbar vier Hauptterrassen unterscheiden, von denen drei an Land und eine unter dem Meeresspiegel (von −40 m bis −150 m) liegen, wobei die oberste, die Döşemealtı-Terrasse, von 280 m bis 300 m Höhe reicht. An ihrem Rand wurden bei Bohrungen Gesamt-Travertindicken zwischen 99 m und 245 m gemessen, auf der unteren Terrasse immerhin noch zwischen 65 m und 85 m.
Das Alter der Tuff-Formation wurde unter Verwendung von U/Th-Datierungen als > 600 ka (ka = kilo annos; > 600 Tausend Jahre) bestimmt. Bei der jüngsten Datierung wurde bestätigt, dass die Travertin-Sedimentation der unteren Terrasse vor etwa 600.000 Jahren begann und in Intervallen jeweils nach Unterbrechungen vor ca. 30.000 bzw. 70.000 Jahren fortdauerte. Man geht davon aus, dass sich der Quellaustritt der Kırkgöz-Quellen und der Verlauf des Düden Çayı während des Altquartärs oft verlegt haben. Nur so war es möglich, dass sich die ausgedehnten mächtigen Travertine in der Küstenebene von Antalya abgelagerten. Heute verschwindet das Kırkgöz-Quellwasser in kurzer Entfernung von den Austrittstellen in den mächtigen Travertinschichten, um 10 km weiter südlich auf der unteren Terrassenfläche aus dem Quelltopf Düden Başı wieder auszutreten. Als großer Bach, Düden Çayı, fließt das Wasser über den oberen Düden-Wasserfall (Yukarı Düden Şelalesi) südwärts. An der Küste beim Stadtteil Muratpaşa-Çağlayan stürzt der Düden Çayı über den Düden-Küstenwasserfall (Düden Kıyı Şelalesi) ins Mittelmeer und baut dabei unter Ablagerung von Kalktuffen die dortige untere Land-Travertinstufe weiter vor: